# Единый день голосования 2 марта 2008 года
В единый день голосования 2 марта 2008 года, согласно данным Центральной избирательной комиссии Российской Федерации, прошла 521 выборная кампания различного уровня, включая выборы Президента Российской Федерации, выборы глав 198 муниципальных образований и законодательных собраний 13 субъектов федерации и 457 муниципальных образований.

## Законодательные собрания субъектов федерации

#### Башкортостан
- ЕР 55
- КПРФ 5

#### Ингушетия
- Единая Россия 20
- ЛДПР 3
- Справедливая Россия 2
- КПРФ 2

#### Калмыкия
- ЕР 17
- КПРФ 7
- АПР 3

#### Саха
- Единая Россия 20
- КПРФ 6
- Справедливая Россия 6
- АПР 3

#### Ивановская область
Сайт
- Единая Россия 60,30 % (15)
- КПРФ 15,34 % (4)
- Справедливая Россия 10,27 % (3)
- ЛДПР 8,61 % (2)
- СПС 3,03 %

#### Ростовская область
- Единая Россия 20
- КПРФ 5

#### Свердловская область
- Единая Россия 10
- ЛДПР 2
- КПРФ 2

#### Амурская область
Выборы депутатов Законодательного Собрания Амурской области.
| Единая Россия               | 280 501 | 62.43 | 25 |
| КПРФ                        | 78 803  | 17.54 | 7  |
| ЛДПР                        | 49 463  | 11.01 | 4  |
| Заградительный барьер — 7 % |         |       |    |
| Справедливая Россия         | 24 636  | 5.48  | 0  |
| Партия мира и единства      | 5 165   | 1.15  | 0  |

#### Ульяновская область
- Единая Россия 10
- КПРФ 3
- ЛДПР
- Справедливая Россия

#### Алтайский край
Выборы депутатов Алтайского краевого законодательного собрания.
- Единая Россия 18
- Справедливая Россия 3
- КПРФ 7
- ЛДПР 6

#### Ярославская область
Сайт
- Единая Россия — 50,02 % (15)
- КПРФ — 14,60 % (4)
- ЛДПР — 12,58 % (4)
- Патриоты России — 5,92 % (2)
- Аграрная партия России — 4,84 %
- Зелёные — 2,97 %
- Гражданская сила — 1,00 %
- Народный союз — 0,34 %